# Alberó I de Lovaina
Alberó I de Lovaina (nascut el 1070 - Lieja, 1 de gener de 1128) fou príncep-bisbe del principat de Lieja de 1123 a 1128.

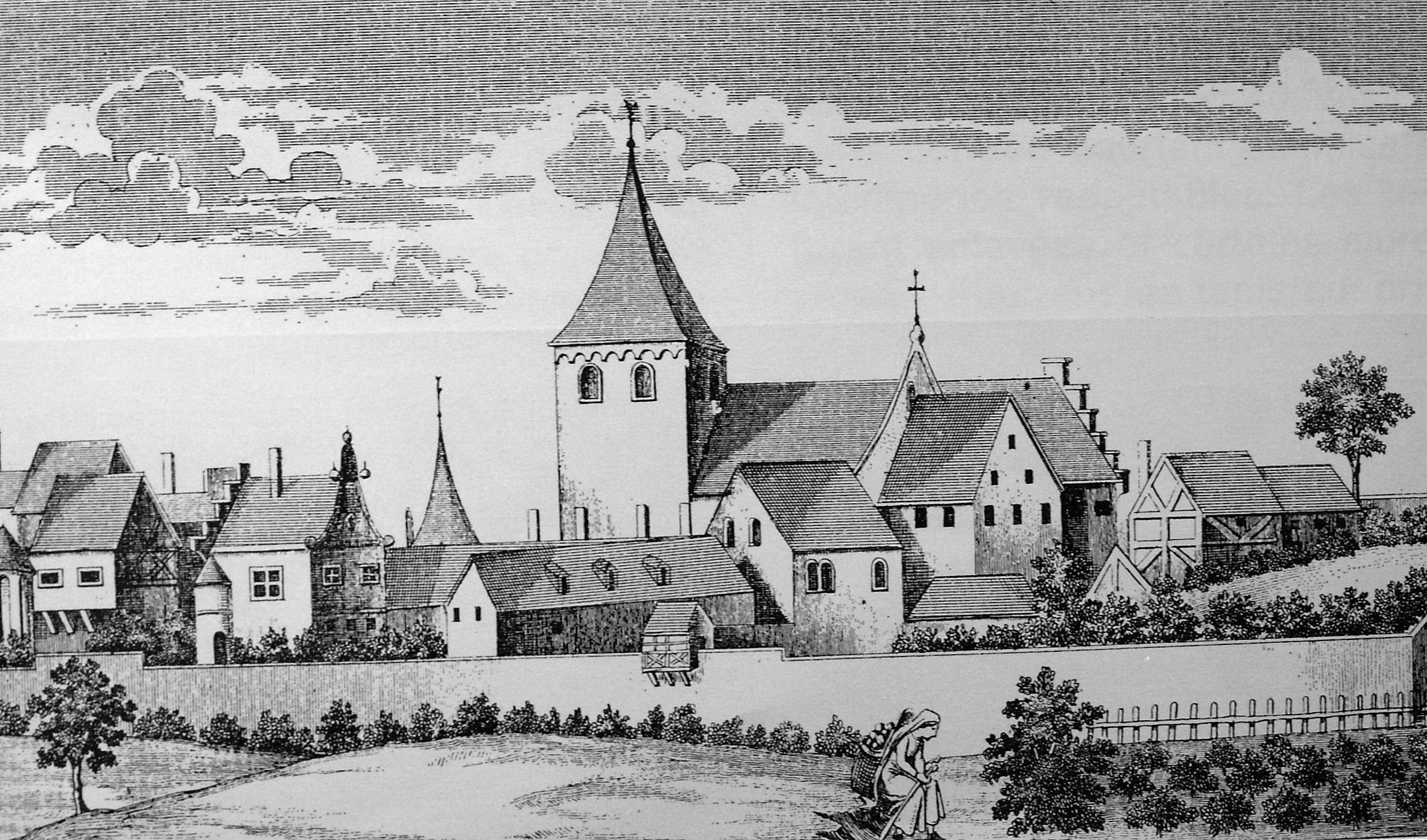
L'abadia de Gil fora les muralles de Lieja el 1584

Alberó era el tercer fill del comte Enric II de Lovaina i d'Adela de Tweisterbant. Son germà Godofreu va ser duc de Baixa i Alta Lorena, comte de Lovaina i marcgravi de Tuscía. Després de la mort de Frederic de Namur, la seu va quedar vacant durant gairebé dos anys nel marc de la lluita de les investidures. Va caldre esperar el Concordat de Worms del 1122 entre l'emperador Enric V i Calixt II fins que pogués nomenar-se Alberó, elegit pel capítol de la Sant Lambert.
Va fundar l'abadia de Gil l'Eremita fora les muralles de Lieja, a l'església de la qual va ser sebollit.